# 末世论
末世论、末日論或終末論（英語：Eschatology）是研究历史终结及其相关方面的哲学或者神学理论，神学上的末世论一般关心人类社会的终结以及如何终结等问题，而哲学末世论则可能着眼于人类社会的终结问题，也可能着眼于自然的终结。在末世论的基础上产生的学科有末世论的历史哲学、自然哲学，本体论、认识论等。

## 宗教意義上的末世

### 基督教
《聖經·啟示錄》中描述有關世界末日的一個概念，那時七印將要被揭開，在犹太教和基督教旧约中末世被描绘成一个进入永恒神的国的时刻，也就是弥赛亚（救主）降临拯救人类的时刻；而基督教新约则把末世描绘成一个沒有人知道何時发生的个体信仰时刻，即耶稣再来审判世界的时刻。

### 伊斯蘭教
伊斯兰教末世论是伊斯兰教重要的组成部分，是穆斯林信仰五大信條之一，排在信真主之后列第二位。《古蘭經》:「你們把自己的臉轉向東方和西方，都不是正義。正義是信真主，信末日，信天神，信天經，信先知...」。不相信世界末日事件的穆斯林，就不是真正的穆斯林。在穆斯林每天的祈禱中，他們都要念誦幾段的所謂末日經文和禱詞。穆斯林的宗教核心期望，信仰的終極目標就是「要為安拉奮鬥，促進安拉的國度或者穆斯林國度的降臨」。

### 佛教
佛教有彌勒菩薩未來成佛的預言（當於現今減劫人壽減至10歲，後遇增劫至人壽8萬4千歲，再遇減劫至人壽8萬歲時，彌勒成佛），按照學者計算約五十多億年後，彌勒菩薩將會出現成佛，於龍華樹下三會說法，分別度化九十六、九十四、九十二億有情，所以未來彌勒佛成為佛教徒再次於人間值遇佛陀的冀望，但嚴格說來這不是末世論，只是下一位佛陀出現的記載。

### 道教
道教在东汉末年曾发展出对金阙后圣太平帝君的信仰，至东晋时，道教一些派别称，在天地毁灭的“甲申末劫”中，恶人将要全部死灭，而金阙帝君将出现救世，并接引受上天垂怜的种民进入天庭“四种民天”。金阙帝君变身为李弘真君，同时君临天下，天下太平。

## 科学意義上的末世
现代宇宙学认为宇宙在不断演化，并试图预测宇宙的终极命运，可能包括热寂、大撕裂、大挤压等多种情况。

## 延伸閱讀
- Craig C. Hill. In God's Time: The Bible and the Future, Grand Rapids: Eerdmans 2002. ISBN 0-8028-6090-7.
- Dave Hunt, A Cup of Trembling, Harvest House Publishers, Eugene, (Oregon) 1995 ISBN 1-56507-334-7.
- Jonathan Menn. Biblical Eschatology, Eugene, Oregon, Wipf & Stock 2013. ISBN 978-1-62032-579-7.
- Joseph Ratzinger. Eschatology: Death and Eternal Life, Washington D.C.: Catholic University of America Press 1985. ISBN 978-0-8132-1516-7.
- Robert Sungenis, Scott Temple, David Allen Lewis, Shock Wave 2000! subtitled The Harold Camping 1994 Debacle, New Leaf Press, Inc. 2004 ISBN 0-89221-269-1.
- Stephen Travis. Christ Will Come Again: Hope for the Second Coming of Jesus,Toronto: Clements Publishing 2004. ISBN 1-894667-33-6.
- Jerry L. Walls (ed.). The Oxford Handbook of Eschatology, New York: Oxford University Press 2008. ISBN 978-0-19-973588-4.